# جبل السعدي (محلة)
محلة جبل السعدي محلة تابعة لقرية آل سعد، التابعة لعزلة عيال غفير بمديرية نهم إحدى مديريات محافظة صنعاء في  الجمهورية اليمنية.، بلغ تعداد سكانها 37 حسب تعداد اليمن لعام 2004.